# Aeropuerto de Stari Oskol
El aeropuerto de Stari Oskol (en ruso: Аэропорт Старый Оскол; ; ICAO: UUOS; IATA: ), es un pequeño aeropuerto local situado 6 km al noroeste de Stari Oskol, en el óblast de Bélgorod, en Rusia. 
La compañía aérea Polet Airlines realiza vuelos a este aeropuerto.

## Pista
Cuenta con una pista de hormigón en dirección 05/23 de 1.800x42 m (5.905x138pies).